# LOVE, 100°C
Pour plus de détails, voir Fiche technique et Distribution.
LOVE, 100°C est un court métrage sud-coréen réalisé par Kim Jho Kwang-soo, sorti en 2010.

## Synopsis
Min-soo est un adolescent malentendant, introverti et homosexuel qui est amoureux d'un de ses camarades de classe, Ji-seok. À cause de son problème de surdité, ses camarades de classe le tourmentent et prennent sa surdité pour un problème mental. Le frère de Min-soo, plus jeune que lui, ne le respecte pas dû au fait qu'il est malentendant. 
Un jour, il va seul dans un bain public, sans son frère qui s'est rendu chez sa petite amie. Là-bas, il rencontre un homme qui y travaille et a des relations sexuelles avec lui. Cette expérience va lui redonner confiance en lui, mais alors, qu'il retourne dans le bain public, il voit son amant se faire battre à cause de son homosexualité. 
Ne sachant quoi faire pour l'aider et il a peur qu'on découvre son orientation sexuelle, il s'enfuit sous le regard de son amant de crainte d'être victime d'homophobie.

## Fiche technique
- Titre original : 사랑 은 100 ℃
- Titre international : LOVE, 100°C
- Réalisation : Kim Jho Kwang-soo
- Scénario : Kim Jho Kwang-soo
- Montage : Kwon Hyo-lim
- Production : Jung Jea-hun
- Pays d'origine :  Corée du Sud
- Langue : coréen
- Genre : court métrage
- Durée : 22 minutes

## Distribution
- Kim Do-jin
- Kwak Jae-won
- Yun Se-hyun